# Partecipanti al BinckBank Tour 2020
Elenco dei partecipanti al BinckBank Tour 2020.
Il BinckBank Tour 2020 fu la sedicesima edizione della corsa. Alla competizione presero parte 24 squadre.

## Corridori per squadra
Nota: R ritirato, NP non partito, FT fuori tempo, SQ squalificato
| Team Jumbo-Visma      | Team Jumbo-Visma         | Team Jumbo-Visma      | Astana Pro Team           | Astana Pro Team           | Astana Pro Team           | NTT Pro Cycling Team       | NTT Pro Cycling Team        | NTT Pro Cycling Team       |
| --------------------- | ------------------------ | --------------------- | ------------------------- | ------------------------- | ------------------------- | -------------------------- | --------------------------- | -------------------------- |
| 1                     | Mike Teunissen           |                       | 81                        | Laurens De Vreese         | R 5ª                      | 162                        | Michael Gogl                |                            |
| 2                     | Amund Grøndahl Jansen    | NP 4ª                 | 83                        | Daniil Fominych           | R 5ª                      | 163                        | Edvald Boasson Hagen        |                            |
| 3                     | Bert-Jan Lindeman        |                       | 84                        | Evgenij Gidič             | R 5ª                      | 164                        | Reinardt Janse van Rensburg |                            |
| 4                     | Timo Roosen              |                       | 85                        | Dmitrij Gruzdev           | R 5ª                      | 165                        | Nickolas Dlamini            | R 5ª                       |
| 5                     | Pascal Eenkhoorn         |                       | 86                        | Davide Martinelli         | R 5ª                      | 166                        | Rasmus Tiller               |                            |
| 6                     | Taco van der Hoorn       |                       | 88                        | Hernando Bohórquez        | R 5ª                      | 167                        | Max Walscheid               |                            |
| 7                     | Maarten Wynants          |                       |                           |                           |                           | 169                        | Jay Robert Thomson          | R 5ª                       |
| Alpecin-Fenix         | Alpecin-Fenix            | Alpecin-Fenix         | Israel Start-Up Nation    | Israel Start-Up Nation    | Israel Start-Up Nation    | Ineos Grenadiers           | Ineos Grenadiers            | Ineos Grenadiers           |
| 11                    | Mathieu van der Poel     | 1º                    | 92                        | Jenthe Biermans           | NP 3ª                     | 171                        | Chris Lawless               | R 5ª                       |
| 12                    | Dries De Bondt           |                       | 93                        | Guillaume Boivin          |                           | 172                        | Owain Doull                 |                            |
| 13                    | Tim Merlier              |                       | 94                        | Itamar Einhorn            | R 5ª                      | 174                        | Christian Knees             |                            |
| 14                    | Jonas Rickaert           |                       | 95                        | Mihkel Räim               | R 5ª                      | 175                        | Leonardo Basso              |                            |
| 15                    | Oscar Riesebeek          |                       | 96                        | Travis McCabe             | R 5ª                      | 176                        | Brandon Rivera              |                            |
| 17                    | Gianni Vermeersch        |                       | 97                        | Mads Würtz Schmidt        | R 5ª                      | 177                        | Carlos Rodriguez Cano       |                            |
| 19                    | Senne Leysen             |                       | 99                        | Nils Politt               |                           |                            |                             |                            |
| CCC Team              | CCC Team                 | CCC Team              | UAE Team Emirates         | UAE Team Emirates         | UAE Team Emirates         | Circus-Wanty Gobert        | Circus-Wanty Gobert         | Circus-Wanty Gobert        |
| 21                    | Guillaume Van Keirsbulck | R 5ª                  | 101                       | Jasper Philipsen          |                           | 181                        | Pieter Vanspeybrouck        | R 5ª                       |
| 22                    | Patrick Bevin            | R 5ª                  | 102                       | Sven Erik Bystrøm         |                           | 182                        | Aimé De Gendt               |                            |
| 23                    | Gijs Van Hoecke          |                       | 103                       | Alessandro Covi           |                           | 183                        | Timothy Dupont              | NP 4ª                      |
| 24                    | Nathan Van Hooydonck     |                       | 104                       | Ivo Oliveira              | R 5ª                      | 184                        | Xandro Meurisse             |                            |
| 25                    | Jakub Mareczko           | R 5ª                  | 105                       | Rui Oliveira              |                           | 186                        | Danny van Poppel            |                            |
| 26                    | Francisco Ventoso        | R 5ª                  | 106                       | Tom Bohli                 | R 5ª                      | 187                        | Andrea Pasqualon            |                            |
| 27                    | Jonas Koch               |                       | 107                       | Aljaksandr Rabušėnka      |                           | 190                        | Wesley Kreder               | R 5ª                       |
| Deceuninck-Quick Step | Deceuninck-Quick Step    | Deceuninck-Quick Step | EF Pro Cycling            | EF Pro Cycling            | EF Pro Cycling            | Team Sunweb                | Team Sunweb                 | Team Sunweb                |
| 31                    | Zdeněk Štybar            |                       | 111                       | Sep Vanmarcke             |                           | 191                        | Søren Kragh Andersen        |                            |
| 32                    | Shane Archbold           |                       | 112                       | Stefan Bissegger          |                           | 192                        | Nils Eekhoff                |                            |
| 33                    | Yves Lampaert            |                       | 113                       | Sebastian Langeveld       |                           | 193                        | Max Kanter                  | R 5ª                       |
| 34                    | Florian Sénéchal         |                       | 114                       | Logan Owen                | R 5ª                      | 194                        | Asbjørn Kragh Andersen      | NP 1ª                      |
| 35                    | Stijn Steels             | NP 3ª                 | 115                       | Jonas Rutsch              |                           | 195                        | Alberto Dainese             | R 5ª                       |
| 36                    | Jannik Steimle           |                       | 116                       | Tom Scully                | R 5ª                      | 196                        | Martin Salmon               | R 5ª                       |
| 37                    | Bert Van Lerberghe       |                       | 117                       | Julius van den Berg       |                           | 197                        | Jasha Sütterlin             |                            |
| AG2R La Mondiale      | AG2R La Mondiale         | AG2R La Mondiale      | Bahrain-McLaren           | Bahrain-McLaren           | Bahrain-McLaren           | Trek-Segafredo             | Trek-Segafredo              | Trek-Segafredo             |
| 41                    | Oliver Naesen            |                       | 121                       | Mark Cavendish            | R 5ª                      | 201                        | Mads Pedersen               | 2º                         |
| 42                    | Silvan Dillier           |                       | 122                       | Sonny Colbrelli           |                           | 202                        | Alex Kirsch                 |                            |
| 43                    | Julien Duval             |                       | 123                       | Iván García Cortina       |                           | 203                        | Emils Liepiņš               | R 5ª                       |
| 45                    | Alexis Gougeard          | R 5ª                  | 124                       | Luka Pibernik             | R 5ª                      | 204                        | Matteo Moschetti            | R 5ª                       |
| 46                    | Lawrence Naesen          |                       | 125                       | Heinrich Haussler         | NP 5ª                     | 205                        | Ryan Mullen                 |                            |
| 47                    | Stijn Vandenbergh        |                       | 126                       | Marcel Sieberg            | R 5ª                      | 206                        | Charlie Quarterman          | R 5ª                       |
| 50                    | Clément Venturini        | R 5ª                  | 127                       | Alfred Wright             | NP 3ª                     | 207                        | Koen de Kort                | R 5ª                       |
| Bora-Hansgrohe        | Bora-Hansgrohe           | Bora-Hansgrohe        | Groupama-FDJ              | Groupama-FDJ              | Groupama-FDJ              | Sport Vlaanderen-Baloise   | Sport Vlaanderen-Baloise    | Sport Vlaanderen-Baloise   |
| 51                    | Pascal Ackermann         | R 5ª                  | 131                       | Stefan Küng               | 3º                        | 211                        | Amaury Capiot               |                            |
| 52                    | Marcus Burghardt         |                       | 132                       | Alexys Brunel             | R 3ª                      | 212                        | Cédric Beullens             |                            |
| 53                    | Jempy Drucker            |                       | 133                       | Kevin Geniets             |                           | 213                        | Sasha Weemaes               | R 5ª                       |
| 54                    | Martin Laas              | R 5ª                  | 136                       | Fabian Lienhard           |                           | 214                        | Milan Menten                | R 5ª                       |
| 55                    | Andreas Schillinger      | R 5ª                  | 137                       | Tobias Ludvigsson         |                           | 216                        | Kenneth Van Rooy            |                            |
| 56                    | Michael Schwarzmann      | R 5ª                  | 138                       | Léo Vincent               | R 5ª                      | 217                        | Thimo Willems               | NP 3ª                      |
| 57                    | Rüdiger Selig            | R 5ª                  |                           |                           |                           | 219                        | Gilles De Wilde             | NP 3ª                      |
| Lotto Soudal          | Lotto Soudal             | Lotto Soudal          | Cofidis, Solution Crédits | Cofidis, Solution Crédits | Cofidis, Solution Crédits | Movistar Team              | Movistar Team               | Movistar Team              |
| 61                    | Philippe Gilbert         | NP 3ª                 | 141                       | Christophe Laporte        |                           | 221                        | Jürgen Roelandts            | R 5ª                       |
| 63                    | Nikolas Maes             |                       | 142                       | Dimitri Claeys            |                           | 222                        | Johan Jacobs                |                            |
| 64                    | Gerben Thijssen          |                       | 143                       | Cyril Lemoine             |                           | 223                        | Mathias Norsgaard           | R 5ª                       |
| 65                    | Brian van Goethem        |                       | 144                       | Emmanuel Morin            | R 5ª                      | 224                        | Juri Hollmann               |                            |
| 66                    | Florian Vermeersch       |                       | 145                       | Damien Touzé              | R 5ª                      | 225                        | Lluís Mas                   | R 5ª                       |
| 67                    | Jelle Wallays            | R 5ª                  | 146                       | Piet Allegaert            |                           |                            |                             |                            |
| 68                    | John Degenkolb           |                       | 147                       | Julien Vermote            |                           |                            |                             |                            |
| Total Direct Énergie  | Total Direct Énergie     | Total Direct Énergie  | Mitchelton-Scott          | Mitchelton-Scott          | Mitchelton-Scott          | Bingoal-Wallonie Bruxelles | Bingoal-Wallonie Bruxelles  | Bingoal-Wallonie Bruxelles |
| 71                    | Niki Terpstra            |                       | 151                       | Dion Smith                |                           | 231                        | Baptiste Planckaert         | R 5ª                       |
| 72                    | Romain Cardis            |                       | 152                       | Kaden Groves              | R 5ª                      | 232                        | Aksel Nõmmela               | R 5ª                       |
| 73                    | Damien Gaudin            | R 5ª                  | 153                       | Alexander Konychev        |                           | 233                        | Tom Wirtgen                 |                            |
| 74                    | Pim Ligthart             |                       | 154                       | Luke Durbridge            |                           | 234                        | Ludovic Robeet              |                            |
| 75                    | Lorrenzo Manzin          | R 5ª                  | 155                       | Callum Scotson            |                           | 235                        | Sean De Bie                 | R 5ª                       |
| 76                    | Adrien Petit             |                       | 156                       | Alexander Edmondson       | R 5ª                      | 236                        | Joël Suter                  | R 5ª                       |
| 77                    | Dries Van Gestel         |                       | 157                       | Robert Stannard           |                           | 237                        | Lionel Taminiaux            | R 5ª                       |

### Legenda
| Dorsale      | Dorsale di partenza del ciclista | Posizione    | Posizione finale nella classifica generale               |
| Maglia verde | Indica il vincitore della classifica generale                                                                                        | Maglia rossa | Indica il vincitore della classifica a punti             |
| Maglia nera  | Indica il vincitore della classifica combattività                                                                                    |              |                                                          |
| NP           | Indica un ciclista che non è ripartito in una tappa la mattina                                                                       | R            | Indica un ciclista che si è ritirato in una tappa        |
| FTM          | Indica un ciclista che ha concluso una tappa fuori tempo, ossia ha impiegato più tempo rispetto a quanto stabilito dal tempo massimo | EX           | Corridore escluso per non aver rispettato il regolamento |